# 国际劳工组织列表
这是一个国际劳工组织列表。

## 列表
- 公平劳工协会（英语：Fair Labor Association）
- 世界产业工人联盟
- 国际争取工会权利中心（英语：International Centre for Trade Union Rights）
- 国际劳工权利论坛（英语：International Labor Rights Forum）
- 国际劳工组织
- 社会党国际